# Connorland
『Connorland』（コナーランド）は、アメリカ合衆国で発売されているコミック。アメリカ合衆国のテレビドラマ『エンジェル』のコミック版で5部作。

## 概要
第33章の『Letters Home: A Jamesian Interlude』の続編で、2010年6月23日にChapter1がIDWから発売された。
このエピソードでディスが殉職する。Chapter3でスパイクが魂を持っていないことが明らかになる。

## ストーリー
エンジェル探偵事務所をジェームズの妹リスが襲撃、エンジェルの魂を奪おうとする。ディスの犠牲により形勢を有利に運んだエンジェルはリスを殺害する。だが、ジェームズはエンジェルの友人アンに近づき、新たな策謀をめぐらせていた。

## エピソード・リスト
1. Bedroom Follies: Chapter 1 of Connorland
2. Prophet for Profit: Chapter 2 of Connorland
3. Prophet for Profit: Chapter 3 of Connorland

## 登場人物
エンジェル
バンパイア。
スパイク
バンパイア。
コナー
エンジェルとダーラの息子。
ウィザーミル
後見人委員会に所属するウォッチャー。
ディス
ジャガーの化身。
ジェームズ
エンジェルの元部下。アンジェラス復活をたくらむ。
リス・ハブル
ジェームズの妹。ソウル・イーター。
アン・スティール
慈善事業家。

## 作者
- 原案:ビル・ウィリンガム
- 作画:エリナ・カサグランデ